# The Oatmeal

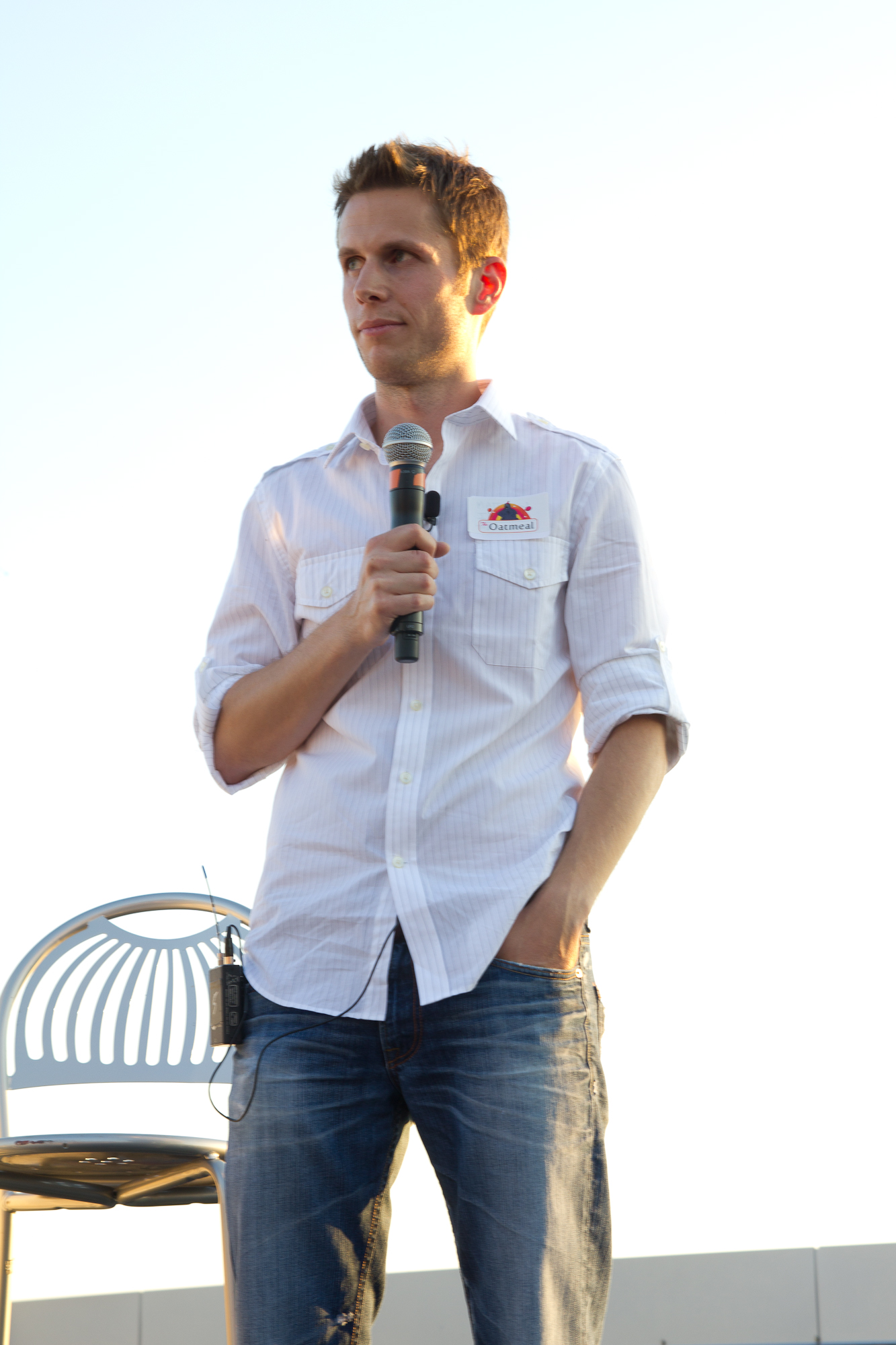
Matthew Inman

The Oatmeal è un sito creato dal programmatore statunitense Matthew Inman. Il sito ospita principalmente i disegni effettuati dallo stesso Inman.

## Storia editoriale
Nel 2011 le opere di Inman sono state pubblicate dalla Andrews McMeel Publishing in una raccolta, 5 Very Good Reasons to Punch a Dolphin in the Mouth (And Other Useful Guides). Altri volumi dell'autore sono:
- How to Tell if Your Cat is Plotting to Kill You,
- My Dog: The Paradox: A Lovable Discourse about Man's Best Friend,
- Why Grizzly Bears Should Wear Underpants
- The Terrible and Wonderful Reasons I Run Long Distances.

L'autore è anche l'ideatore delle "TumblBeasts" (o "Tumbeasts"), utilizzate dal Tumblr da gennaio a luglio 2011.
Nel 2015, lanciarono su Kickstarter una campagna di crowdfunding per un gioco di carte denominato Exploding Kittens. Il gioco ha raggiunto l'obiettivo in soli otto minuti, raccogliendo oltre otto milioni di dollari al termine della raccolta fondi, diventando così uno dei progetti più finanziati mai finanziati dalla piattaforma.